# Directoire de Saint-Paul
Le directoire de Saint-Paul est un régime politique qui fut en vigueur sur l'île de La Réunion pendant quelques mois à la fin du XVIIe siècle, c'est-à-dire alors que cette île du sud-ouest de l'océan Indien s'appelait encore île Bourbon. Organisé depuis Saint-Paul, sur la Côte-sous-le-vent, il consistait en un directoire de plusieurs personnalités locales et fut mis en place après une période trouble de l'histoire de La Réunion qui commença lorsque  le 26 novembre 1690 les habitants de la colonie déposèrent le gouverneur de Bourbon.

## Histoire
Gouverneur de l’île nommé par le roi de France, Henri Habert de Vauboulon mourut empoisonné dans sa geôle le 18 août 1692. À la suite de cela, un homme appelé Michel Firelin prit les commandes de l'île le 26 novembre 1690 et les conserva jusqu'au 11 août 1693. À cette date commença une parenthèse dont on ne connaît pas la fin durant laquelle les sieurs de Prades et Lemayeur détinrent l'autorité. Ce n'est qu'au terme de cet intermède que fut mis en place le directoire proprement dit. 
À la suite de la destitution par les habitants de Bourbon de Michel Firelin le 29 avril 1694, la colonie se trouve dans une période d'incertitude administrative. De Prades, le capitaine du navire Les Jeux, est un moment proposé pour remplacer Firelin. Trop prudent ou trop pris par son métier de marin, il renonce. Aucun candidat n'est volontaire. Il suggère alors une autorité collégiale pour administrer l'île, un directoire de plusieurs personnalités locales. La population élira six d'entre eux.
En novembre 1695, un navire forban fait escale à Bourbon et y débarque "70 flibustiers cousus d'or et d'argent". Il s'agit sans doute du célèbre Henry Every qui ne pouvait s'arrêter à Madagascar car il y avait déjà abandonné des compagnons pour éviter d'avoir à partager le butin en trop de parts. Certains des pirates laissés à Bourbon par Every décidèrent de s'installer dans l'île. Le Directoire n'a ni les moyens et ni la volonté de s'opposer à leur installation dans l'île. Le manque d’armement et l'absence d’une véritable armée expliquent sans doute que tous ces hommes aient pu faire souche à Bourbon.
Parmi les marins qui se sont installés pour de bon dans l’île, nous retrouvons : Victor Riverain, Étienne Le Baillif, François Boucher, Jacques Huet, Jacques Picard, Denis Turpin, Claude Ruelle, René Le Pontho, Henri Grimaud et François Garnier.
Le Directoire de Saint-Paul fonctionnera jusqu'à l'arrivée dans l'île, le 2 juillet 1696, de l'escadre du comte Guillaume d'Aché de Serquigny.
Le 1er août 1696, Joseph Bastide devint gouverneur par intérim.

## Composition
Les représentants du Directoire de Saint-Paul sont :
- Athanase Touchard, né en 1642 à Issy près de Paris et arrivé dans l’île avec le groupe d’Étienne Régnault en 1665. Il a épousé vers 1676 Élisabeth Hanno veuve d’Henry Mangrolles, qui lui a donné onze enfants. Dès son arrivée à Bourbon, il obtient une concession à La Montagne, puis une autre à l’Étang en 1690. Il est agriculteur, prieur de la congrégation du Carmel, fondée en 1688, président du Directoire de Saint-Paul. Athanase est rentré dans l'imaginaire créole sous le nom de "compère Athanase". En effet, la légende veut qu'Athanase Touchard était toujours en accord avec les décisions de la majorité du conseil et pouvait changer d'avis si la majorité changeait[2].

- René Hoareau, né en 1640 à Boulogne-sur-Mer et arrivé dans l’île avec le groupe d’Étienne Régnault en 1665. Il a épousé vers 1669 une petite calaisienne Marie Baude.

- François Mussard (1642 - 1711) (d) , né en 1642, natif d’Argenteuil et arrivé dans l’île avec le groupe d’Étienne Régnault en 1665. Il a épousé à Fort-Dauphin à Madagascar en novembre 1666 une jeune fille originaire de l'Artois, Marguerite Compiègne. Il est maître menuisier.

- Antoine Payet, dit "La Roche", né vers 1640 à Saint-Prim en Dauphiné. A servi en qualité de soldat à Madagascar et arrivé dans l'île le 19 novembre 1674. il a épousé vers 1677 à Bourbon Louise Siarane.

- Lezin Rouillard, né à Maurille.

- Louis Caron dit "La Pie", Bas Breton de Caudan et ancien de Madagascar.

Le Directoire se réunissait autour d'une grande pierre à la Tour des Roches. Sans démagogie, le six élus surent faire face aux problèmes de l'île. Ainsi la chasse est réglementée, seuls deux jours sont consacrés à cette activité, le vendredi et samedi.
A Sainte-Suzanne, ils chargent Jacques Lauret et Jacques Maillot, deux habitants respectés, de leur rendre compte de ce qui se passe dans cette partie de l'île.